# За скоєним не плачуть
«За скоєним не плачуть» (тур. Kendi Düşen Ağlamaz) — турецький телесеріал 2023-2024 рр. в жанрі романтичної комедії та створений компанією NGM. У головних ролях — Хакан Їлмаз, Селен Сойдер, Енес Кочак, Ейлюль Тумбар. Перша серія вийшла в ефір 22 червня 2023 року. Серіал має 1 сезон. Завершився 27-м епізодом, який вийшов у ефір 4 січня 2024 року.
Серіал адаптований за однойменним романом Айшегюль Чічекоглу, опублікованому в 2017 році.

## Сюжет
Головна героїня народилася у заможній родині. Її батько здобув інженерну освіту та володіє великою компанією, що займається будівництвом. Дівчина звикла почуватися принцесою з казки, всі бажання якої негайно виконуються. Якось вона знайомиться з привабливим працьовитим хлопцем із бідної родини. Він працює у звичайній майстерні. Між героями швидко спалахують іскри, проте різне виховання, соціальне становище та погляди на світ стають на шляху цієї пари.

## Актори та персонажі
| Актор                   | Роль                        |
| ----------------------- | --------------------------- |
| Хакан Їлмаз             | Нуреттін Сонер              |
| Селен Сойдер            | Сінем Девран Сонер          |
| Енес Кочак              | Серкан Дариджа              |
| Ейлюль Тумбар           | Алізе Сонер Дариджа         |
| Хівда Зізан Альп        | Серап Дариджа               |
| Йонджа Джевхер          | Есма Сонер                  |
| Берат Єнілмез           | Кадір Дариджа               |
| Дерья Артемель          | Туркан Дариджа              |
| Їгіт Калкаван           | Бахаттін Коркмаз            |
| Серхан Онат             | Альп Деміркан               |
| Їгіт Каган Язиджи       | Сарп Дариджа                |
| Шорай Узун              | Месут Девран / Тарік Дікілі |
| Чагла Боз               | Туґче Екін                  |
| Севгі Айдинли           | Хазал Їлмаз                 |
| Більгесу Курал          | Деніз Ертюрк                |
| Зейнеп Бостанджі        | Джерен Йилдиз               |
| Бюкре Сена Саіт         | Букет Дере                  |
| Ягмур Атмаджа           | Гюль                        |
| Саїт Генай              | Хайрі Дариджа               |
| Сема Чейрекбаши         | Кезбан Дариджа              |
| Серхат Дюран            | Дженгіз Шенгюль (Сено)      |
| Алайча Озтюрк Гідішоглу | Мусізе Йетер Дариджа        |
| Батухан Екші            | Білге Сонер                 |
| Бесте Ярали             | Бахар                       |

## Сезони
| Сезон | Епізоди | Епізоди | Оригінальний показ | Оригінальний показ | Оригінальний показ |
| Сезон | Епізоди | Епізоди | Перший показ       | Останній показ     | Мережа             |
| ----- | ------- | ------- | ------------------ | ------------------ | ------------------ |
| 1     | 27      | 27      | 22 червня 2023     | 4 січня 2024       | kanal TRT 1        |

## Рейтинги серій

### Сезон 1 (2023)
| Серія       | Рейтинг (TOTAL) | Рейтинг (AB) | Рейтинг (ABC1) |
| ----------- | --------------- | ------------ | -------------- |
| 1.          | 3,14            | 2,61         | 3,02           |
| 2.          | 2,37            | 1,97         | 2,25           |
| 3.          | 3,61            | 2,38         | 2,98           |
| 4.          | 3,43            | 2,79         | 3,11           |
| 5.          | 3,66            | 2,46         | 3,45           |
| 6.          | 3,63            | 2,66         | 3,55           |
| 7.          | 3,09            | 2,29         | 3,22           |
| 8.          | 3,31            | 2,10         | 2,76           |
| 9.          | 2,90            | 1,99         | 2,38           |
| 10.         | 2,71            | 1,91         | 2,09           |
| 11.         | 3,37            | 1,86         | 2,59           |
| 12.         | 3,51            | 2,93         | 3,14           |
| 13.         | 3,32            | 2,84         | 3,10           |
| 14.         | 3,16            | 2,73         | 2,94           |
| 15.         | 2,73            | 1,52         | 2,64           |
| 16.         | 2,74            | 1,85         | 2,30           |
| 17.         | 2,08            | 1,56         | 2,12           |
| 18.         | 2,50            | 2,16         | 2,79           |
| 19.         | 2,13            | 1,63         | 1,91           |
| 20.         | 2,38            | 1,56         | 2,09           |
| 21.         | 2,71            | 2,05         | 2,57           |
| 22.         | 2,13            | 1,37         | 2,27           |
| 23.         | 1,84            | 1,64         | 1,85           |
| 24.         | 2,15            | 1,20         | 2,15           |
| 25.         | 2,30            | 1,58         | 2,44           |
| 26.         | 1,71            | 1,21         | 1,40           |
| 27. (фінал) | 2,69            | 2,35         | 2,65           |

## Нагороди
| рік      | Приз                         | Категорія                                           | Заявник               | Висновок  |
| -------- | ---------------------------- | --------------------------------------------------- | --------------------- | --------- |
| 2023 рік | 49. Премія «Золотий метелик» | Найкращий комедійний серіал                         | За скоєним не плачуть | Номінація |
| 2023 рік | 49. Премія «Золотий метелик» | Найкраща акторка у комедійному серіалі              | Ейлюль Тумбар         | Номінація |
| 2023 рік | 49. Премія «Золотий метелик» | Найкращий актор у комедійному серіалі               | Енес Кочак            | Номінація |
| 2023 рік | 9. Altın 61 Ödülleri         | Найкращий актор у комедійному романтичному серіалі  | Енес Кочак            | Перемога  |
| 2023 рік | 9. Altın 61 Ödülleri         | Найкраща акторка у комедійному романтичному серіалі | Ейлюль Тумбар         | Перемога  |